# Société zoologique de France
La Société zoologique de France est une société savante consacrée à la zoologie fondée en 1876. Elle édite une revue, le Bulletin de la Société zoologique de France, et décerne quatre prix scientifiques (prix Gadeau de Kerville - prix Charles Bocquet - prix Frédéric-Jules Malotau de Guerne - Prix Ida et Embrik Strand).

## Les origines
On considère parfois que l’apparition des sociétés savantes spécialisées durant le XIXe siècle est une réponse à la complexité croissante de la science à laquelle l’Académie des sciences ou la Royal Society ne pouvaient répondre. Si ce facteur est exact, il n’est pas pour autant le seul. Les sociétés scientifiques créées au XIXe siècle sont, presque sans exception, fondées par un seul homme : Charles Adolphe Wurtz (1817-1884) pour la Société chimique de France et Paul Broca (1824-1880) pour la Société d'anthropologie de Paris, c’est le cas également de la Société zoologique de France avec Aimé Bouvier (1844-1919), marchand naturaliste et chasseur de fauves. 
Pour promouvoir le lancement de la Société, une circulaire est publiée, signée par une quarantaine de personnes, des amateurs fortunés. Ce texte souhaite faire avancer la zoologie descriptive. Or celle-ci n’est pas à l’honneur auprès des zoologistes professionnels : un seul professeur du Muséum national d'histoire naturelle, Edmond Perrier (1844-1921), et un seul professeur d’université, Jacques-Amand Eudes-Deslongchamps (1794-1867), répondirent favorablement à cet appel. Cet inintérêt manifesté par les plus grands spécialistes n’incita pas les jeunes zoologistes, comme les aides naturalistes du Muséum, à adhérer à la Société, car elle ne permettait pas de fréquenter des personnalités influentes et la réputation de son bulletin était très modeste. La presque totalité des premiers membres étaient des notables : rentiers, juges, hommes politiques, médecins, commerçants, officiers, etc.. Cette composition n’était pas rare et correspondait à celle que l’on rencontrait alors dans d’autres sociétés comme la Société entomologique de France créée en 1832 ou la Société botanique de France créée en 1854.
La première réunion se tint dans l’appartement d’Aimé Bouvier le 8 juin 1876. Présidée par Jules Vian (1815-1904), elle réunit notamment Félix Pierre Jousseaume (1835-1921), Louis Bureau (1847-1936), Eugène Simon (1848-1924), Raphaël Blanchard (1857-1919) et Fernand Lataste (1847-1934). La vingtaine de présents vota les statuts, le bureau et nomma Jules Vian comme président. Deux ans plus tard, la Société comptait plus de 160 membres dont un quart d’étrangers. Les séances de la Société attirèrent très tôt des visiteurs de marque comme l’empereur du Brésil, Pedro II, le 1er juin 1877.
La Société connut sa première crise en octobre 1878 avec la découverte d’un manque dans la trésorerie d’environ 5 000 Francs. On fit porter à Aimé Bouvier la responsabilité des différents problèmes que l’enquête révéla, comme la disparition de certaines cotisations jamais versées à la caisse de la Société mais aussi la disparition de fascicules du Bulletin comme de volumes de la bibliothèque. Bouvier présenta sa démission en 1880, qui fut accompagnée de nombreuses autres dont cette d’Edmond Perrier,. Les membres restants appelèrent alors et à nouveau Jules Vian à la présidence de la Société.

## L’influence de Raphaël Blanchard
Ce sont Fernand Lataste et Raphaël Blanchard, deux jeunes chercheurs en histologie, qui vont donner un vrai essor à la Société. Lataste écrit en 1880 que ce ne sont plus seulement quelques branches mais la zoologie tout entière, sous toutes ses faces, descriptive et géographique, systématique et anatomique ou physiologique [qui]doit entrer dans nos attributions. Ne pouvant demeurer dans l’appartement d’Aimé Bouvier, la société s’installe dans les locaux de la Société géologique de France.
Celle-ci va se consacrer notamment aux travaux devant aboutir à l’adoption d’un code de nomenclature zoologique. La Société présente ses propositions lors d’un congrès à Bologne en 1881 avec, parmi celles-ci, l’obligation d’ajouter des parenthèses au nom de l’auteur d’une espèce si celle-ci a changé de genre. Cette diversification de ses centres d’intérêt se manifeste dans les articles publiés au Bulletin : le premier article de zoophysiologie expérimentale paraît en 1886, signé par Raphaël Dubois ; le premier grand travail d’histologie paraît en 1895 sous la plume de Hetch. Le Bulletin est aussi l’occasion de décrire les découvertes faites par les expéditions scientifiques du Travailleur et du Talisman. En 1888, sous l’impulsion de Raphaël Blanchard et Jules de Guerne (1855-1931), la Société se dote d’une nouvelle publication, ses Mémoires afin d’y publier les travaux les plus importants.
Le nombre d’adhérents augmenta et passa de 161 en 1878, à 270 en 1889 et à 367, un record, en 1897. L’essor de la Société entraîne le déclin d’autres sociétés savantes, notamment la Société philomathique de Paris. 
Alphonse Milne-Edwards (1835-1900) reçoit du gouvernement français les moyens d’organiser un grand congrès international de zoologie en 1889, au moment de l’Exposition universelle. Celui-ci se tourne vers la Société zoologique de France pour l’organisation de cette manifestation, Milne-Edwards en assurant la présidence. Le code de nomenclature zoologique n’est pas entériné par le congrès, du fait de l’opposition des zoologistes allemands qui préfèrent leur propre système. Il en résultera vingt ans de conflits.
La société demeure, jusqu’à la fin du siècle, une société de bourgeois, masculine et parisienne.

## Du début duXXesiècleà la Seconde Guerre mondiale
La composition comme l’activité de la Société vont profondément se transformer au début du XXe siècle. Raphaël Blanchard devient professeur d’université et doit démissionner du poste de secrétaire général. C’est Jules Guiart qui lui succède. Le dernier président amateur, Paul Carié (1876-1931), est élu en 1923. En 1937, la présidence est détenue pour la première fois par une femme, Marie Phisalix (1861-1946). En 1938, le nombre de membres est de 390. 
La France et l’Algérie comptaient moins de 30 chaires de zoologie au lendemain de la Première Guerre mondiale tandis que les effectifs ne dépassaient pas 150 personnes.
Cinq de ses membres se sont vu décerner le prix Nobel : Alphonse Laveran (1845-1922), André Lwoff (1902-1994), Elias Metschnikoff (1845-1916), Thomas Hunt Morgan (1866-1945) et Charles Richet (1850-1935).

### Liste des présidents[22]
- 1876 : Jules Vian (1815-1904)
- 1877 : Jules Vian (1815-1904)
- 1878 : Félix Pierre Jousseaume (1835-1921)
- 1879 : Edmond Perrier (1844-1921)
- 1880 : Jules Vian (1815-1904)
- 1881 : Fernand Lataste (1847-1934)
- 1882 : Eugène Simon (1848-1924)
- 1883 : Jules Künckel d'Herculais (1843-1918)
- 1884 : Maurice Chaper (1834-1896)
- 1885 : Pierre Mégnin (1828-1905)
- 1886 : Paul Henri Fischer (1835-1893)
- 1887 : Adrien Certes (1835-1903)
- 1888 : Jules Jullien (1842-1897)
- 1889 : Gustave Cotteau (1818-1894)
- 1890 : Jules de Guerne (1855-1931)
- 1891 : Alcide Railliet (1852-1930)
- 1892 : Philippe Dautzenberg (1849-1935)
- 1893 : Émile Oustalet (1844-1905)
- 1894 : Lionel Faurot (1853-1934)
- 1895 : Léon Vaillant (1834-1914)
- 1896 : Louis Eugène Bouvier (1856-1944)
- 1897 : Romain Moniez (1852-1936)
- 1898 : Henri Filhol (1843-1902)
- 1899 : Charles Janet (1849-1931)
- 1900 : Yves Delage (1854-1920)
- 1901 : Édouard Trouessart (1842-1927)
- 1902 : Arthur René Jean Baptiste Bavay (1840?-1923)
- 1903 : Jules Richard (1863-1945)
- 1904 : Edgard Hérouard (1858-1932)
- 1905 : Louis Joubin (1861-1935)
- 1906 : François-Xavier Raspail (1840-1926)
- 1907 : Georges Pruvot (1852-1924)
- 1908 : Paul Marchal (1862-1942)
- 1909 : Charles Alluaud (1861-1949)
- 1910 : François-Henri Coutière (1869-1952)
- 1911 : Jean Baptiste François René Koehler (1860-1931)
- 1912 : Adrien Dollfus (1858-1921)
- 1913 : Louis Roule (1861-1942)
- 1914 : Raphaël Blanchard (1857-1919)
- 1915 : Maurice Caullery (1868-1958)
- 1916 : Adrien Lucet (1852-1916)
- 1917 : Jacques Pellegrin (1873-1944)
- 1918 : Édouard Chevreux (1846-1931)
- 1919 : Armand Lucien Clément (1848-1920)
- 1920 : Émile Topsent (1862-1951)
- 1921 : Étienne Rabaud (1868-1956)
- 1922 : Émile Brumpt (1877-1951)
- 1923 : Paul Carié (1876-1931)
- 1924 : Charles Pérez (1873-1952)
- 1925 : Louis Boutan (1859-1934)
- 1926 : Félix Mesnil (1868-1938)
- 1927 : Raoul Anthony (1874-1941)
- 1928 : Édouard Chatton (1883-1947)
- 1929 : Louis Fage (1883-1964)
- 1930 : Alphonse Malaquin (1868-1949)
- 1931 : Lucien Chopard (1885-1971)
- 1932 : François Picard (1879-1939)
- 1933 : Armand Billard (1871-1942)
- 1934 : Léonce Joleaud (1880-1938)
- 1935 : René Legendre (1880-1954)
- 1936 : Louis Mercier (1879-1954)
- 1937 : Marie Phisalix (1861-1946)
- 1938 : René Jeannel (1879-1965)
- 1939 : Pierre-Paul Grassé (1895-1985)
- 1940 : Robert-Philippe Dolfus (1887-1976)
- 1941 : Emmanuel Fauré-Fremiet (1883-1971)
- 1942 : Édouard Bourdelle (1876-1960)
- 1943 : Jacques Millot (1897-1980)
- 1944 : Marcel Prenant (1893-1983)
- 1945 : Georges Lavier (1892-1968)
- 1946 : Henri Piéron (1881-1964)
- 1947 : Édouard Fischer-Piette (1899-1988)
- 1948 : Albert Vandel (1894-1980)
- 1949 : Léon Bertin (1896-1954)
- 1950 : Paul Marais de Beauchamp (1883-1977)
- 1951 : Marcel Aberloos (1901-1977)
- 1952 : Lucien Berland (1888-1962)
- 1953 : Georges Teissier (1900-1972)
- 1954 : Raymond Hovasse (1895-1989)
- 1955 : Paul Vayssière (1889-1984)
- 1956 : Germaine Cousin (1896-1992)
- 1957 : Paul Remy (1894-1962)
- 1958 : Étienne Wolff (1904-1996)
- 1959 : Maurice Fontaine (1904-2009)
- 1960 : Marcel Avel (1900-1983)
- 1961 : Pierre Drach (1906-1998)
- 1962 : Paul Pesson (1911-1989)
- 1963 : Odette Tuzet (1906-1976)
- 1964 : Jean Dorst (1924-2001)
- 1965 : Georges Busnel (1915-)
- 1966 : François Rollier (1907-1981)
- 1967 : Alain Chabaud (1923-)
- 1968 : Max Vachon (1908-1991)
- 1969 : Marc de Larambergue (1900-)
- 1970 : Bertrand Possompès (1912-1975)
- 1971 : Louis Gallien (1908-1976)
- 1972 : Hubert Lutz (1914-)
- 1973 : Émile Biliotti (1924-1978)
- 1974 : Roger Husson (1901-)
- 1975 : Albert Raynaud (1914-1999)
- 1976-1977 : Charles Bocquet (1918-1977)
- 1978-1979 : Maxime Lamotte (1920-2007)
- 1980-1981-1982 : Claude Lévi (1922-1990)
- 1983-1984 : Jean-Jacques Legrand (1917-)
- 1985-1986 : Pierre Lubet (1925-2004)
- 1987-1988 : Hubert Saint Girons (1926-2000)
- 1989 : André Beaumont (1923-)
- 2014 : Jean-Lou d'Hondt (1943-)
- 2017 : Philippe Lherminier (1942-)